# Fayette (Missouri)
Fayette is een plaats (city) in de Amerikaanse staat Missouri, en valt bestuurlijk gezien onder Howard County.

## Demografie
Bij de volkstelling in 2000 werd het aantal inwoners vastgesteld op 2793.
In 2006 is het aantal inwoners door het United States Census Bureau geschat op 2701, een daling van 92 (-3,3%).

## Geografie
Volgens het United States Census Bureau beslaat de plaats een oppervlakte van
5,8 km², geheel bestaande uit land. Fayette ligt op ongeveer 213 m boven zeeniveau.

## Geschiedenis
Fayette is gesticht in 1823 en is genoemd naar Gilbert du Motier de La Fayette.
In het dorp zijn tal van gebouwen te vinden die staat in het National Register of Historic Places.

## Plaatsen in de nabije omgeving
De onderstaande figuur toont nabijgelegen plaatsen in een straal van 20 km rond Fayette.